# Рімьонсу
Спортивний клуб «Рімьонсу» або просто «Рімьонсу» (кор. 리명수체육단) — північнокорейський футбольний клуб з міста Сарівон.

## Історія
Спортивний клуб «Рімьонсу» було засновано в 1956 році в місті Сарівон. Команда не входить до числа грандів місцевого футболу, оскільки клуб лише одного разу став переможцем національного кубку. «Рімьонсу» відомі в першу чергу завдяки тому, що їх гравці регулярно включаються до національних збірних Північної Кореї. Так, чотири гравці клубу було викликано до табору збірної на Чемпіонат світу з футболу серед юнацьких команд 2005 року та п'ять гравців для участі в Чемпіонат світу з футболу серед молодіжних команд 2007 року.
Вони також є першою командою, яка представляла Північну Корею в Кубку президента АФК, який проходив 2014 року, фіналістом якого клуб і став.

## Досягнення
- Кубок Північної Кореї
  -  Володар (1): 2022

- Кубок президента АФК
  -  Фіналіст (1): 2014

## Участь клубу в континентальних турнірах під егідою АФК
| Сезон | Змагання             | Раунд              |                   | Клуб        | Рахунок |
| ----- | -------------------- | ------------------ | ----------------- | ----------- | ------- |
| 2014  | Кубок президента АФК | Груповий етап (B)  | Філіппіни         | Сереш       | 2-2     |
| 2014  | Кубок президента АФК | Груповий етап (B)  | Туркменістан      | МТТУ        | 1-1     |
| 2014  | Кубок президента АФК | Груповий етап (B)  | Китайський Тайбей | Татун       | 5-0     |
| 2014  | Кубок президента АФК | Фінальний етап (B) | Бангладеш         | Шейх Рассел | 4-0     |
| 2014  | Кубок президента АФК | Фінальний етап (B) | Монголія          | Ерчім       | 5-0     |
| 2014  | Кубок президента АФК | Фінал              | Туркменістан      | МТТУ        | 1-2     |

## Відомі гравці
- Ан Чол Хьок
- Йон Чол Мін
- Кім Кьонг Іл
- Чо Кум Чол